# Wee Papa Girl Rappers
Die Wee Papa Girl Rappers waren ein britisches Hip-Hop-Duo, das aus den Schwestern Sandra (Total S.) und Samantha Jane Lawrence (Timmie, TY Tim) bestand. Die Gruppe veröffentlichte zwei Alben und mehrere Singles. Ihr bekanntester Hit war Wee Rule im Jahre 1988.

## Geschichte
Die Band wurde im Jahr 1988 gegründet. Der Bandname geht auf den kreolisch-französischen Ausdruck „Oui Papa“ zurück, den der Vater der beiden oft gebrauchte. Mit den ersten Singles Faith, einer Rap-Version des George-Michael-Hits, und Heat it up konnten sie die englischen Charts erreichen. Der internationale Durchbruch gelang der Band mit dem Titel Wee Rule. Die folgenden Veröffentlichungen konnten den Erfolg nicht bestätigen, so dass sich die Band 1991 auflöste. Ein Comeback-Versuch im Jahr 1993 unter dem Namen Wee Papa Girls scheiterte ebenfalls.

## Diskografie

### Alben
- The Beat, The Rhyme, The Noise (1988, Jive)
- Be Aware (1990, Jive)

### Singles
- Faith (1988)
- Heat It Up (1988)
- Wee Rule (1988)
- Soulmate (1988)
- Blow the House Down (1989)
- Get in the Groove (1990)
- The Bump (1990)
- Best of My Love (1991)
- Wee Are the Girls (1992)